# Cauloramphus costatus
Cauloramphus costatus är en mossdjursart som beskrevs av Silén 1941. Cauloramphus costatus ingår i släktet Cauloramphus och familjen Calloporidae. Inga underarter finns listade i Catalogue of Life.